# Muş (circonscription électorale)
La circonscription électorale de Muş correspond à la province du même nom et envoie 3 députés à la Grande assemblée nationale de Turquie (3 entre 2015 et 2018, 4 entre 2018 et 2023).

## Composition
La circonscription de Muş est divisée en 6 districts (ilçe). Chaque district est composé d'un chef-lieu et de municipalités (communes et villages).

## Résultats électoraux

### Élections législatives de 2018
| Partis                   | Partis                                        | Voix    | %     | Sièges | +/-           | Élus                                                 |
| ------------------------ | --------------------------------------------- | ------- | ----- | ------ | ------------- | ---------------------------------------------------- |
|                          | Parti démocratique des peuples (HDP)          | 102 725 | 54,44 | 3      | 1             | Gülüstan Kılıç Koçyiğit, Mensur Isık et Şevin Coşkun |
|                          | Parti de la justice et du développement (AKP) | 61 197  | 32,43 | 1      | en stagnation | Mehmet Emin Şimşek                                   |
|                          | Le Bon Parti (İYİ)                            | 8 165   | 4,33  | 0      | Nv.           |                                                      |
|                          | Parti d'action nationaliste (MHP)             | 7 047   | 3,73  | 0      | en stagnation |                                                      |
|                          | Parti républicain du peuple (CHP)             | 4 667   | 2,47  | 0      | en stagnation |                                                      |
|                          | Parti de la cause libre (HÜDA PAR)            | 2 791   | 1,48  | 0      | en stagnation |                                                      |
|                          | Parti de la félicité (SP)                     | 1 707   | 0,90  | 0      | en stagnation |                                                      |
|                          | Parti patriote (VATAN)                        | 406     | 0,22  | 0      | en stagnation |                                                      |
|                          |                                               |         |       |        |               |                                                      |
| Total                    | Total                                         | 188 705 | 100   | 4      | 1             | -                                                    |
| Inscrits / participation | Inscrits / participation                      | 228 826 | 82,72 |        |               |                                                      |

### Élections législatives de 2023
| Partis                   | Partis                                        | Voix    | %     | Sièges | +/-           | Élus                         |
| ------------------------ | --------------------------------------------- | ------- | ----- | ------ | ------------- | ---------------------------- |
|                          | Parti de la gauche verte (YSP)                | 95 332  | 50,14 | 2      | 1             | Sezai Temelli et Sümeyye Boz |
|                          | Parti de la justice et du développement (AKP) | 40 585  | 21,35 | 1      | en stagnation | Mehmet Emin Şimşek           |
|                          | Parti d'action nationaliste (MHP)             | 31 302  | 16,46 | 0      | en stagnation |                              |
|                          | Le Bon Parti (İYİ)                            | 10 500  | 5,52  | 0      | en stagnation |                              |
|                          | Nouveau parti de la prospérité (YRP)          | 5 380   | 2,83  | 0      | Nv.           |                              |
|                          | Parti républicain du peuple (CHP)             | 1 494   | 0,79  | 0      | en stagnation |                              |
|                          | Parti de gauche (SOL)                         | 1 224   | 0,64  | 0      | en stagnation |                              |
|                          | Parti de la patrie (M)                        | 710     | 0,37  | 0      | Nv.           |                              |
|                          | Parti de la grande unité (BBP)                | 695     | 0,37  | 0      | en stagnation |                              |
|                          | Parti de la mère patrie (ANAP)                | 547     | 0,29  | 0      | en stagnation |                              |
|                          | Parti des droits et libertés (HAK)            | 372     | 0,20  | 0      | en stagnation |                              |
|                          | Parti de la justice (AP)                      | 317     | 0,17  | 0      | Nv.           |                              |
|                          | Parti de l'union du pouvoir (GBP)             | 275     | 0,14  | 0      | Nv.           |                              |
|                          | Parti jeune (GP)                              | 224     | 0,12  | 0      | en stagnation |                              |
|                          | Parti patriote (VATAN)                        | 215     | 0,11  | 0      | en stagnation |                              |
|                          | Parti des travailleurs de Turquie (TIP)       | 183     | 0,10  | 0      | en stagnation |                              |
|                          | Parti communiste de Turquie (TKP)             | 170     | 0,09  | 0      | en stagnation |                              |
|                          | Parti de libération du peuple (HKP)           | 170     | 0,09  | 0      | en stagnation |                              |
|                          | Parti de la nation (MP)                       | 141     | 0,07  | 0      | en stagnation |                              |
|                          | Parti de l'innovation (YP)                    | 141     | 0,07  | 0      | Nv.           |                              |
|                          | Mouvement communiste (TKH)                    | 82      | 0,04  | 0      | Nv.           |                              |
|                          | Parti de la victoire (ZP)                     | 62      | 0,03  | 0      | Nv.           |                              |
|                          | Parti de la justice et de l'unité (AB)        | 8       | 0,00  | 0      | Nv.           |                              |
|                          | Parti de la route nationale (MYP)             | 1       | 0,00  | 0      | Nv.           |                              |
|                          |                                               |         |       |        |               |                              |
| Total                    | Total                                         | 190 130 | 100   | 3      | 1             | -                            |
| Inscrits / participation | Inscrits / participation                      | 242 647 | 78,75 |        |               |                              |